# Microthaptor ovatus
Microthaptor ovatus is een keversoort uit de familie klopkevers (Anobiidae). De wetenschappelijke naam van de soort is voor het eerst geldig gepubliceerd in 1922 door Pic.